# Velika nagrada Švice 1936
Velika nagrada Švice 1936 je bila tretja dirka v sezoni 1936 Evropskega avtomobilističnega prvenstva. Potekala je 23. avgusta 1936.

## Poročilo

### Pred dirko
Moštvo Mercedes-Benza je bilo prepričano, da je na testiranjih uspelo odpraviti večino težav z vodljivostjo dirkalnika, zato so na dirko pripeljali štiri dirkalnike. Športni direktor Auto Uniona, Karl Feuereissen, je opravil nekakšno racijo v hotelski sobi Achilla Varzija, v kateri je našel Varzijevo partnerko Ilse in drogo. Scuderia Torino se dirke ni udeležila,  Philippe Étancelin je nastopal na dirki kot privatnik z dirkalnikom Maserati V8RI, Clemente Biondetti pa v nekdanjem dirkalniku Scuderie Torino, Maserati 6C-34.

### Dirka
Rudolf Caracciola je na štartu povedel, sledil mu je Bernd Rosemeyer. Osem krogov je Caracciola s težavo držal vodstvo, pri tem pa je usporabljal vse mogoče trike in taktike, da je za seboj zadrževal Rosemeyerja. Mercedesov dirkalnik se očitno po vodljivosti še ni opazneje približal Auto Unionu, saj je bil Rosemeyer v ovinkih vidno hitrejši, toda na ravnini sta imela oba dirkalnika podobni končni hitrosti, zato Caracciole ni mogel prehiteti. Po gestikuliranju Caraccioli s pestmi in modrimi zastavami, je vodstvo Auto Uniona posredovalo pri direktorju dirke, ki je od Caracciole zahteval naj spusti Rosemeyerja, drugače bo dobil črno zastavo, ki pomeni diskvalifikacijo z dirke.  
Toda že kmalu se je Caracciola ponovno znašel v težavah z dirkalnikom, saj je moral v devetindvajsetem krogu odstopiti zaradi okvare zadnjega vpetja, njegov moštveni kolega Manfred von Brauchitsch pa je moral odstopiti zaradi pregrevanja motorja, ki ga je povzročil časopis, ki se je zataknil v hladilno odprtino. Tudi Luigi Fagioli je že kmalu odstopil, tako da je bil edini Mercedesov dirkač Hermann Lang na četrtem mestu. Ob postanku je njegov dirkalnik prevzel Fagioli, ki pa je moral zaradi predrte pnevmatike na dodaten postanek v bokse in je padel na četrto mesto, tretje pa je prevzel Hans Stuck. Dirkači Auto Uniona so s tem prišli do trojnega vodstva, ki so ga brez težav zadržali do konca dirke, kar je bila že druga trojna zmaga Auto Uniona v tednu dni, po dirki Coppa Acerbo. Tudi peti in zadnji uvrščeni dirkač Rudolf Hasse, ki je prevzel Stuckov dirkalnik, je bil iz moštva Auto Union. 

### Po dirki
Kasneje istega dve sta Caracciola in Rosemeyer nadaljevala boj, tokrat v obliki prepira v hotelskem dvigalu. Očitno je šlo za spor dveh generacij, saj se starejši šampion ni želel predati mlajšemu izzivalcu. Kar leto in pol je trajalo, da sta nemška dirkača zgladila spor.